# Червен банан
Червените банани (Musa acuminata (AAA Group) 'Red Dacca' ) са група разновидности на банан с червеникаво-лилава кожа. Някои са по-дребни и по-плътни от обикновения кавендишки банан (Cavendish banana), други са много по-големи. Когато узреят, суровите червени банани имат месо, което е кремаво до светло розово на цвят. Освен това са по-меки и по-сладки от жълтите сортове кавендиш, някои с лек малинов вкус, а други със земен. Много червени банани се изнасят от производителите в Източна Африка, Азия, Южна Америка и Обединените арабски емирства. Продават се в целия свят.

## Таксономия и номенклатура
Червеният банан е триплоиден сорт от дивия банан Musa acuminata, принадлежащ към групата AAA.
Официалното му наименование е Musa acuminata (AAA Group) 'Red Dacca'. Синонимите включват:
- Musa acuminata Colla (AAA Group) cv. 'Red'
- Musa sapientum L. f. rubra Bail.
- Musa sapientum L. var. rubra (Firm.) Baker
- Musa rubra Wall. ex Kurz.
- Musa × paradisiaca L. ssp. sapientum (L.) Kuntze var. rubra
- Musa acuminata Colla (AAA Group) cv. 'Cuban Red'
- Musa acuminata Colla (Cavendish Group) cv. 'Cuban Red'
- Musa acuminata Colla (AAA Group) cv. 'Red Jamaican'
- Musa acuminata Colla (AAA Group) cv. 'Jamaican Red'
- Musa acuminata Colla (AAA Group) cv. 'Spanish Red'.

Известен е на английски като Red dacca (Австралия), Червен банан (САЩ), Claret banana, Cavendish banana „Кубински червен“, Ямайски червен банан и Red Cavendish banana. Известен е също под различни общи имена в други страни, включително следните:
- Бенгалски: Ognisagor kola (অগ্নিসাগর কলা)
- Китайски: Hong guo jiao (紅果蕉)
- Датски: Kubabanan, Æblebanan, Rød banan.
- Източно немски: Rode banaan, Cubabanaan.
- Френски: Figue rose (Гваделупа, Мартиника), Figue rouge (Хаити), Figue rouge-vin, Figue violette (Гваделупа), Bacove violette (Френска Гвиана), Banane rouge, Banane violette, Banane de Cuba
- Западно германски: Weinrote Banane, Kuba Banane
- Гръцки: Kōkkini banāna (Κόκκινη μπανάνα)

## Описание
Червените банани имат наситено червено или кестенява кора, когато са узрели, и се ядат най-добре, когато са необелени и леко меки. Този сорт съдържа повече бета каротин и витамин С от жълтите банани. Съдържа също калий и желязо. Колкото по-червени са плодовете, толкова повече имат каротин и по-високото ниво на витамин С. Както при жълтите банани, червените банани узряват след няколко дни при стайна температура и се съхраняват най-добре в хладилник.
В сравнение с най-популярния банан, Cavendish (жълт) банан, те са по-малки, имат много по-плътна кожа (с по-малко банан вътре), с намален вкус, но имат по-дълъг срок на годност от жълтите банани. Цената им е около 50% повече спрямо жълтите банани, само защото има много по-малка доставка от тях.

## Употреба
Червените банани се ядат по същия начин като жълтите банани, като се обелват плодовете преди ядене. Те често се консумират сурови, цели или нарязани на кубчета и се добавят към десерти и плодови салати, но могат да бъдат печени, пържени и препечени. Червените банани също често се продават сушени в магазините.
Червеният банан има повече бета каротин и витамин С, отколкото жълтите сортове банан. Всички банани съдържат естествени източници на три захари: захароза, фруктоза и глюкоза.
Първите банани, появили се на пазара в Торонто (през 1870-те и 1880-те), са били червени банани.

## Заболявания
- Панамска болест[6] – болест по бананите, водеща до увяхване, причинена от гъбичката Fusarium oxysporum f. sp. cubense (Foc)

## Галерия
- Плодове
- Цвят
- Общ вид, Танзания